# Явірник (село)
Я́вірник — село в Україні, у Зеленській сільській громаді Верховинського району Івано-Франківської області. Колишня назва - Шибене. За 10 км на південь від села знаходиться кордон із Румунією. Населення — 294 особи. Планується дорога до кордону з Румунією.

## Географія
Через село тече струмок Падуруватий — лівий доплив Чорного Черемоша.
На північний схід від села струмок Скорушни впадає у річку Чорний Черемош.

## Історія
12 червня 2020 року, відповідно до Розпорядження Кабінету Міністрів України  № 714-р «Про визначення адміністративних центрів та затвердження територій територіальних громад Івано-Франківської області», увійшло до складу Зеленської сільської громади.
19 липня 2020 року, в результаті адміністративно-територіальної реформи та ліквідації Верховинського району, село увійшло до складу новоутвореного Верховинського району.

## Населення
Згідно з переписом УРСР 1989 року чисельність наявного населення села становила 351 особа, з яких 180 чоловіків та 171 жінка.
За переписом населення України 2001 року в селі мешкали 282 особи.

### Мова
Розподіл населення за рідною мовою за даними перепису 2001 року:
| Мова       | Відсоток |
| ---------- | -------- |
| українська | 99,32 %  |
| білоруська | 0,34 %   |
| російська  | 0,34 %   |

## Охорона природи
Село входить до складу Карпатського національного природного парку.

## Відомі уродженці
- Костинюк Осип Антонович (15.04.1890) — поручник Буковинського легіону, УГА, Буковинського куреня.